# Charles Hubert
Charles Hubert est un auteur dramatique français de la première moitié du XIXe siècle, actif de 1815 à 1840.

## Biographie
Ses pièces ont été représentées sur les plus grandes scènes parisiennes du XIXe siècle : Théâtre du Vaudeville, Théâtre de la Porte-Saint-Martin, Théâtre des Variétés, Panorama-Dramatique, Théâtre de la Gaîté, etc.

## Œuvres
- 1815 : Isaurine et Walbourg, ou la Révolte de Coperberg, mélodrame en trois actes, en prose et à spectacle, musique d'Alexandre Piccinni, avec Rousseau, au théâtre de la Porte-Saint-Martin (7 novembre)
- 1817 : La Fête du Béarnais, à-propos en un acte, mêlé de vaudevilles, avec Émile Cottenet
- 1817 : Lutèce, ou la Fondation de Paris, pantomime dialoguée, en trois actes, à grand spectacle, musique d'Henri-Benoît Darondeau, au théâtre de la Gaîté (26 juillet), ouvrage anonyme mais attribué à Charles Hubert
- 1819 : L'Épée de Jeanne d'Arc, ou les Cinq... demoiselles, à-propos burlesque et grivois en 1 acte, à spectacle, mêlé de couplets, avec Eugène Hyacinthe Laffillard, au théâtre de la Porte-Saint-Martin (1er juin)
- 1820 : Tristesse et Gaîté, ou les Deux Noces, vaudeville en un acte, avec Emile Cottenet, au théâtre de la Porte-Saint-Martin (11 juillet)
- 1821 : Jodelle, ou le Berceau du théâtre, comédie-vaudeville en un acte, avec Eugène Décour et Edmond Rochefort, au théâtre du Vaudeville (26 juin)
- 1821 : Le Savetier de la rue Charlot, ou les Sœurs rivales, comédie anecdotique en 1 acte et en prose, avec Maréchalle, au théâtre du Panorama-Dramatique (14 août)
- 1821 : Les Cinq Cousins, vaudeville épisodique en 1 acte, avec Alexandre-Marie Maréchalle, au théâtre du Panorama-Dramatique (13 octobre)
- 1821 : Le Dîner d'emprunt ou les Gants et l'épaulette, vaudeville en un acte, mêlé de couplets, avec Eugène Décour, au théâtre des Variétés (3 novembre)
- 1821 : Le Petit Espiègle et la Bonne-sœur, enfantillage en 1 acte, mêlé de couplets, avec Maréchalle, au théâtre du Panorama-Dramatique (31 décembre)
- 1822 : Les Deux Turenne, vaudeville anecdotique en un acte, avec Maréchalle, au théâtre du Vaudeville (24 mai)
- 1822 : Le Coq de village, tableau-vaudeville en 1 acte de Charles-Simon Favart, remis au théâtre avec des changements, avec Eugène Décour et Théodore Anne
- 1822 : Les Deux Pensions, tableau en 1 acte, mêlé de couplets, avec Maréchalle
- 1823 : Le Concert de village, folie-vaudeville en 1 acte, avec Prosper Mars, au théâtre de l'Ambigu (7 mars)
- 1823 : Le Petit Jules, ou la Pension et l'Auberge, vaudeville en 1 acte, avec Maréchalle, au théâtre de la Porte-Saint-Martin (27 janvier)
- 1823 : Renard et Corbeau, vaudeville en 1 acte, avec Prosper Mars
- 1824 : Le Cousin Ratine, ou le Repas de noce, folie-vaudeville en 1 acte, mêlée de couplets, avec Laqueyrie, au théâtre de la Gaîté (28 février)
- 1824 : Les Précautions de ma tante, vaudeville en 1 acte, avec Eugène Décour, au théâtre de la Gaîté (9 août)
- 1824 : Les Mariages écossais, vaudeville en 1 acte, avec Eugène Décour et Laqueyrie, d'après les Trois cousines de Dancourt, au théâtre de la Gaîté (17 octobre)
- 1825 : Le Tuteur trompé, battu et content, ou la Pupille rusée, vaudeville en 1 acte, tiré des Contes de Jean de La Fontaine, avec Maréchalle
- 1825 : Le Mendiant, mélodrame en 3 actes, avec Adolphe Poujol, au théâtre de l'Ambigu (1er décembre)
- 1825 : Les Drapeaux, ou l'Hôpital militaire, mimodrame historique en 1 acte
- 1825 : La Folle pour rire, comédie en 1 acte, mêlée de couplets, avec Hippolyte Lévesque, au théâtre de la Gaîté (9 décembre)
- 1826 : Mon cousin Ratine, ou le Repas de noces, avec Laqueyrie, au théâtre de la Gaîté (25 janvier)
- 1826 : La Jambe de bois, mélodrame en 3 actes, avec Adolphe Poujol et Eugène Cantiran de Boirie, au (20 août)
- 1826 : Le Monstre, pot-pourri, écrit sous la dictée de Cadet Eustache
- 1827 : Le Collier de fer, mélodrame en trois actes , avec Adolphe Poujol et Eugène Cantiran de Boirie, musique de M. Hostié, au théâtre de la Gaîté (12 mai)
- 1827 : Le Charpentier, ou la Mariée de Bercy, mélodrame en trois actes, avec Adolphe Pujol, au théâtre de l'Ambigu (27 mai)
- 1827 : Monsieur et Madame, ou les Morts pour rire, folie-vaudeville en 1 acte, avec Jean-Baptiste Pellissier et Eugène Décour, au théâtre de la Porte-Saint-Martin (2 septembre)
- 1827 : Le Somnambule au Pont-aux-Choux, folie en trois tableaux, avec Laqueyrie, musique de M. Hostié, au théâtre de la Gaîté (10 novembre)
- 1828 : Les Bouviers, ou le Marché de Poissy, vaudeville en un acte, avec Alphonse de Chavanges, au théâtre du Cirque-Olympique (5 octobre)
- 1829 : Le Forçat libéré, ou la Noce, le Baptême et l'Enterrement, mélodrame en 3 actes et en 3 époques, tiré du roman des Deux apprentis de Merville, avec Maréchalle, au Cirque-Olympique (10 janvier)
- 1829 : L'Espiègle, comédie en 1 acte, avec Maréchalle, au théâtre Comte (15 octobre)
- 1833 : La Valise de l'officier, ou la Petite Maison du notaire, comédie en 2 actes et en vers, au Grand-théâtre de Bordeaux (19 juin)
- 1836 : Une ville de province, ou les Pantins politiques, comédie en 1 acte et en vers, au Grand-théâtre de Bordeaux (17 novembre)
- 1840 : Un rêve à Bordeaux, ou un Tailleur aux enfers, folie en 1 acte, mêlée de vaudevilles, au Grand-théâtre de Bordeaux (17 février)